# Hôtel de Blossac
Hôtel de Blossac – budynek we francuskim mieście Rennes. Siedziba Regionalnej Dyrekcji ds. Kultury dla regionu Bretania.

## Historia
Hotel zbudowano na miejscu dawnych kamienic w latach 1728-1730 według projektu Agne'a-Jacquesa Gabriela, po pożarze w 1720. Był wynajmowany przez mieszkańców dla zarządcy Bretanii w latach 1732–1789. 29 września 1816 urodził się w nim Paul Féval, powieściopisarz. Od 1947 jest zabytkiem, a od 1982 roku własnością państwa.